# درجة تخصيص الرئة
درجة تخصيص الرئة (LAS) هي قيمة عددية تستخدمها الشبكة المتحدة لمشاركة الأعضاء (UNOS) لتحديد الأولوية النسبية عند توزيع الرئات التي تم التبرع بها للزراعة داخل الولايات المتحدة. وتأخذ درجة تخصيص الرئة في الاعتبار العديد من المقاييس المتعلقة بصحة المريض كي يتم توجيه الأعضاء التي تم التبرع بها إلى المرضى الذين سيحققون أقصى استفادة ممكنة من عملية زرع الرئة.
حل نظام درجة تخصيص الرئة محل الطريقة القديمة المتبعة في الولايات المتحدة، والتي كانت تعتمد على تخصيص الرئات التي تم التبرع بها على أساس أولوية الوصول وطبقًا لتوافق فئات الدم والمسافة من المستشفي المانحة. وتُستخدم الطريقة القديمة حتى الآن مع المرضى دون سن الثانية عشر.
ولا يزال نظام درجة تخصيص الرئة يخضع حتى الآن للتقييم والمراجعة. ويرجع السبب في هذا التحليل المستمر إلى الحاجة لتحقيق التوازن بين الرغبة في مساعدة المرضى الذين يكونون في أمس الحاجة إلى الرئة من ناحية، والإحصاءات التي توضح مدى قابلية المريض للنجاة من الجراحة، بالإضافة إلى مخاطر ما بعد الجراحة مثل العدوى أو رفض العضو المزروع من ناحية أخرى.

## طريقة تحديد درجة تخصيص الرئة
يتم حساب درجة تخصيص الرئة من سلسلة من المعادلات الرياضية التي تأخذ في اعتبارها احتمالية نجاة المريض حتى العام المقبل بدون زرع رئة، والمدة التي يمكن أن يبقي فيها حيًا، واحتمالية البقاء على قيد الحياة بعد الزراعة، وطول المدة المتوقعة للبقاء على قيد الحياة بعد عملية الزراعة. يتم حساب درجة تخصيص مبدئية؛ حيث يتم تلخيص كافة القيم المذكورة أعلاه، وأخيرًا تتم موازنة هذه النتيجة للحصول على القيمة الفعلية لدرجة تخصيص الرئة، والتي تتراوح بين 0 إلى 100.

### العوامل المؤثرة في حساب درجة تخصيص الرئة
يوجد العديد من العوامل التي تستخدم لحساب درجة تخصيص الرئة.
- تشخيص المريض (مثل النفاخ الرئوي والتليف الكيسي، إلخ)
- عمر المريض
- مؤشر كتلة الجسم
- وجود أو عدم وجود مرض السكري
- القدرة على العمل طبقًا لمقياس جمعية نيويورك للقلب
- النسبة المئوية للسعة الحيوية المصطنعة المتوقعة (FVC)
- الضغط الإنقباضي للجذع الرئوي
- متوسط ضغط الجذع الرئوي (مطلوب فقط لمرضى الغرناوية)
- ضغط الدم بالشعيرات الرئوية (الضغط الإسفيني الرئوي (PCW))
- معدل سريان الأكسجين الإضافي المطلوب أثناء الراحة
- المسافة المقطوعة في ستة دقائق
- الحاجة أو عدم الحاجة إلى التنفس الصناعي المستمر
- مستويات الكرياتينين في الدم.

تتطلب الشبكة المتحدة لمشاركة الأعضاء (UNOS) أن تكون النتائج الطبية حديثة، أي أن يكون قد تم إجراؤها في غضون الأشهر الستة الماضية، أو أن يكون العامل المناسب قيمته صفر. وقد تكون هناك استثناءات إذا كان المريض غير قادر على إكمال الاختبار بسبب الحالة الصحية. ففي مثل تلك الحالات، يجب على الطبيب أن يحصل على اذن من مجلس مراجعة الرئة في الشبكة المتحدة لمشاركة الأعضاء لتقديم تقدير معقول عن حالة المريض.
في حالات معينة، قد يلتمس الطبيب من مجلس مراجعة الرئة في الشبكة المتحدة لمشاركة الأعضاء تعديل درجة تخصيص الرئة المحددة للمريض إذا كان يرى أن الظروف الخاصة بالمريض ليست ممثلة بشكلٍ كافٍ في النظام المعتاد لحساب درجة تخصيص الرئة.

## كيف يتم استخدام درجة تخصيص الرئة
تعد درجة تخصيص الرئة جزءً مهمًا من عملية اختيار المتلقي للرئة، ولكن هناك العديد من العناصر الأخرى. حيث يتم إعطاء المرضى الذين تقل اعمارهم عن 12 عامًا الأولوية طبقًا لمدة وجودهم على قائمة انتظار الزراعة. كما يعتبر طول مدة الانتظار على القائمة عاملًا موثرًا في حالة وجود العديد من المرضى الذين لديهم نفس قيمة درجة تخصيص الرئة.
- توافق فئات الدم
لابد أن تتوافق فئة دم المتبرع مع المتلقي بسبب وجود مستضدات معينة على الرئتين المُتبرَع بهما. وقد يؤدي عدم توافق فئات الدم إلى رد فعل قوي من الجهاز المناعي ويتبعه رفض العضو المزروع. في الحالة المثالية، يمكن لأكبر عدد من مستضدات كريات الدم البيضاء البشرية أن تتطابق بين المتبرع والمتلقي، ولكن الرغبة في العثور على عضو متبرع متطابق بشكلٍ كبيرٍ يجب أن تكون متوازنة مع الحاجة العاجلة للمريض.
- عمر المتبرع
يجب أن تكون الرئة أو الرئات المتبرع بها كبيرة بشكلٍ كافٍ لإمداد المريض بالأكسجين، وفي الوقت نفسه صغيرة بما يكفي حتى يتم تثبيتها داخل تجويف صدر المتلقي. ولذلك يؤخذ العمر في عين الاعتبار في عملية الزرع.

|                            | عمر المتبرع <12        | عمر المتبرع من 12 إلى 17 | عمر المتبرع 18+ |
| -------------------------- | ---------------------- | ------------------------ | --------------- |
| المرشح ذو الأولوية الأولى  | العمر 12 <             | العمر 12-17              | العمر 18        |
| المرشح ذو الأولوية الثانية | العمر 12-17            | العمر <12                | العمر<12        |
| المرشح ذو الأولوية الثالثة | عمر المتبرع أكبر من 18 | عمر المتبرع أكبر من 18   |                 |

- البعد عن المستشفى المانحة
نظرًا لأنه ينبغي أن تتم زراعة الرئتين المتبرع بهما خلال فترة تتراوح من أربع إلى ست ساعات من وقت الحصول عليها، فإنه يُفضل أن تكون مستشفى المتبرع ومستشفى المتلقي قريبتين من بعضهما البعض.

### مثال توضيحي
يمنح أحد المتبرعين عمره 16 عامًا رئةً لشخص في الفئة العمرية من 12 إلى 17 عامًا، ويجب أن يكون هذا المتلقي حاصلًا على أعلى قيمة في درجة تخصيص الرئة ومطابقًا للمتبرع في فئة الدم على مقربة من مركز الزرع. وفي حال عدم وجود متلقٍ مناسب من هذه الفئة العمرية، تقدم الرئة إلى المرشح صاحب أعلى قيمة في درجة تخصيص الرئة من المرشحين الذين تقل أعمارهم عن 12 عامًا. وأخيرًا، تُقدم إلى الشخص الحاصل على أعلى نسبة في درجة تخصيص الرئة ممن يكون في عمر الثامنة عشر أو أكثر. وإذا لم يكن هناك مرشحًا مناسبًا في هذه المنطقة، يمكن أن تقدم لشخص ما أبعد، خلال فترة زمنية محددة طبقًا لقيود المسافة.